# 菅野 (小惑星)
菅野（すがの、5872 Sugano）は、太陽系の小惑星のひとつ。火星と木星の間の軌道を公転している。兵庫県大河内町（現神河町）の南小田で発見された。

## 命名
発見者の提案により、兵庫県加古川市在住のアマチュア天文家の菅野松男に因んで命名された。なお菅野の天文学上の実績としては、彗星1つ（C/1983 J1 菅野・三枝・藤川彗星）、変光星1つ（オリオン座V1143）、新星3つ（ヘルクレス座V827（1987年）、ヘルクレス座V838（1991年）、いて座V4327（1993年））を発見したほか、命名者との共同観測で15個の小惑星を発見している。